# Joachim Grubich
Joachim Grubich (* 16. Januar 1935 in Chełmno; † 16. August 2025 in Krakau) war ein polnischer Organist und Musikpädagoge.

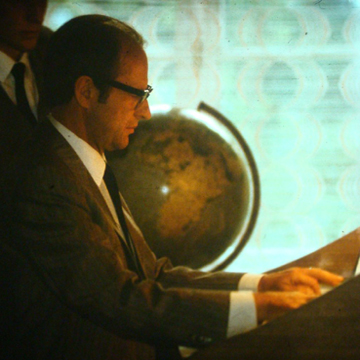
Joachim Grubich (2008)

## Werdegang
Grubich studierte von 1956 bis 1961 an der Staatlichen Musikhochschule in Krakau Orgel bei Bronisław Rutkowski, Klavier bei Ludwik Stefański und Harmonielehre und Kontrapunkt bei Artur Malawski. Von 1961 bis 1964 arbeitete er in der Musikredaktion des Polnischen Rundfunks in Krakau. Ab 1964 unterrichtete er an der Staatlichen Musikhochschule Krakau, wo er 1969 eine außerordentliche Professur erhielt. Ab 1970 unterrichtete er an der Staatlichen Hochschule für Musik (heute Fryderyk-Chopin-Universität für Musik) in Warschau, 1994–95 wirkte er als Gastprofessor in Seoul.
1961 war er Preisträger beim Wettbewerb für alte Musik in Łódź, im Folgejahr gewann er den Ersten Preis beim Internationalen Musikwettbewerb in Genf. Es folgte eine internationale Konzerttätigkeit mit Auftritten  in der Royal Festival Hall in London, dem Concertgebouw in Amsterdam, im De Doelen in Rotterdam, dem Gewandhaus in Leipzig, dem Schauspielhaus in Berlin, der Victoria Hall in Genf, der Crystal Cathedral in Kalifornien, der Kathedrale von Straßburg, am Konservatorium und der Philharmonie in Moskau und der St. Petersburger Philharmonie. Er arbeitete mit zahlreichen Orchestern und Kammerorchestern unter den  Dirigenten Massimo Pradella, Aldo Ceccato, Ferruccio Scaglia, David Daniels, Mircea Basarab, André Lodeon, Bohdan Wodiczko, Witold Krzemieński, Andrzej Markowski, George Katlewicz, Christopher Misson, Tadeusz Strugała, Karol Teutsch, Mark Pijarowski und Tomasz Bugaj und spielte 26 Alben ein.

## Ehrungen und Auszeichnungen
Grubich erhielt Preise des Ministeriums für Kunst und Kultur (1978 und 2004), das Goldene Verdienstkreuz (1984), den Kunstpreis der Stadt Krakau, den Preis der Phonographischen Akademie „Fryderyk 2004“, das Offizierskreuz bzw. Komtur des Ordens Polonia Restituta (2005 bzw. 2010), den päpstlichen Orden Pro Ecclesia et Pontifice (2006) und einen Ehrendoktortitel der Warschauer Fryderyk-Chopin-Musikakademie (2007; heute Fryderyk-Chopin-Universität für Musik).